# Maigué Abbas
Maigué Abbas (sinh ngày 24 tháng 7 năm 1984) là một hậu vệ bóng đá người Tchad, thi đấu cho đội bóng Tchad Gazelle.

## Sự nghiệp
Maigué Abbas khởi đầu sự nghiệp ở Renaissance. Sau RFC, anh thi đấu cho Elect-Sport. Maigue thi đấu 2 lần cho Elect: lần đầu từ 2007-2009 và lần thứ hai năm 2011 và 2012. Sau Elect, anh thi đấu cho Gazelle.

## Sự nghiệp quốc tế
Maigue là thành viên của Đội tuyển bóng đá quốc gia Tchad thi đấu ở vị trí trung vệ. Anh ra sân 4 lần cho đội tuyển quốc gia và là một phần trong chiến dịch vòng loại Cúp bóng đá châu Phi 2012. Anh có màn ra mắt trong trận đấu trước Tunisia vào ngày 11 tháng 8 năm 2010.